# 638 (szám)
A 638 (római számmal: DCXXXVIII) egy természetes szám, szfenikus szám, a 2, a 11 és a 29 szorzata.

## A szám a matematikában
A tízes számrendszerbeli 638-as a kettes számrendszerben 1001111110, a nyolcas számrendszerben 1176, a tizenhatos számrendszerben 27E alakban írható fel.
A 638 páros szám, összetett szám, azon belül szfenikus szám, kanonikus alakban a 21 · 111 · 291 szorzattal, normálalakban a 6,38 · 102 szorzattal írható fel. Nyolc osztója van a természetes számok halmazán, ezek növekvő sorrendben: 1, 2, 11, 22, 29, 58, 319 és 638.
Középpontos hétszögszám.
A 638 négyzete 407 044, köbe 259 694 072, négyzetgyöke 25,25866, köbgyöke 8,60875, reciproka 0,0015674. A 638 egység sugarú kör kerülete 4008,67223 egység, területe 1 278 766,440 területegység; a 638 egység sugarú gömb térfogata 1 087 803 985,0 térfogategység.